# Gnophos glaciata
Gnophos glaciata är en fjärilsart som beskrevs av Eugen Wehrli 1922. Gnophos glaciata ingår i släktet Gnophos och familjen mätare. Inga underarter finns listade i Catalogue of Life.